# 세길역
세길역은 조선민주주의인민공화국 강원도 원산시 세길동에 위치한 강원선과 송도원선의 역이다.

## 연혁
- 1915년 8월 1일: 함경선 원산 - 문천 간 개통과 함께 덕원역(德源驛)으로 영업 개시
- 일자 불명: 덕원 - 김일성 별장 간 전용선로[1] 개통
- 2002~2014년 사이: 세길역으로 역명 변경[2][3]
- 2014년 9월 23일: 송도원선 개통[4][5]